# Суєтка
Сує́тка (рос. Суетка) — село у складі Краснощоковського району Алтайського краю, Росія. Адміністративний центр Суєтської сільської ради.

## Населення
Населення — 626 осіб (2010; 707 у 2002).
Національний склад (станом на 2002 рік):
- росіяни — 96 %